# Софія Прекрасна
«Софія Прекрасна» або «Софія Перша» (англ. Sofia the First) — американський анімаційний серіал, знятий студією «Disney Television Animation». Мультсеріал складається з чотирьох сезонів. В Україні транслюється на телеканалі ПлюсПлюс у дубляжі студії LeDoyen. Також у ефір вийшли повнометражний фільм «Софія Прекрасна: Історія принцеси» та кросовер із мультсеріалом «Елен з Авалора» — «Софія Прекрасна: Елен і Таємниця Авалора».  

## Сюжет
Софія була звичайною восьмирічною дівчинкою, і раптом, її життя різко змінюється. Її мати виходить заміж за короля, і тепер вона живе у замку разом з сином та донькою її вітчима, короля Роланда Другого: Джеймсом та Ембер. Отже, ця звичайна дівчинка вчиться справлятися з надзвичайним королівським життям і робить все навколо себе особливим.

## Ролі озвучували
- Аріель Вінтер — Софія Прекрасна
- Дарсі Роуз Бірнс — принцеса Ембер
- Зак Каллісон — принц Джеймс
- Сара Рамірес — королева Міранда
- Тревіс Віллингем — король Роланд
- Джесс Гарнелл — Седрик
- Вейн Бреді — Клевер
- Том Ганн — Бейлівік
- Джи Ханнеліус — Леді Джой

## Український дубляж

### Інформація про дубляж
- Мультсеріал дубльовано студією «Le Doyen».
- Переклад Надії Бойван.
- Переклад пісень Іллі Чернілевського.
- Режисер дубляжу — Людмила Ардельян.
- Музичний редактор — Тетяна Піроженко.
- Координатор дубляжу — Ірина Кодьман.
- Виробництво української версії замовлено «Disney Character Voices International».

### Ролі дублювали
- Галина Дубок — Софія Прекрасна
- Олег Александров — принц Джеймс
- Єлизавета Зіновенко — принцеса Ембер
- Катерина Качан — королева Міранда
- Андрій Мостренко — король Роланд
- Михайло Войчук — Бейлівік
- Олег Лепенець — Клевер
- Дмитро Завадський — Седрик
- Володимир Кокотунов — Вормвуд, Колодязь
- Олена Узлюк — Марла
- Марія Нікітенко — Люсінда
- Катерина Сергеєва — Міс Нетл, Саша
- Максим Кондратюк — Гіліам, Мінімус
- Андрій Бойко — Калід
- Андрій Терещук — Дезмонд
- Софія Лозіна — Вівіан
- Максим Чумак — Г'юґо
- Людмила Ардельян — Тіллі, Електра
- Андрій Соболєв — Бартлбі
- Сергій Юрченко — Максвел
- Сергій Солопай — Фінеґан
- Володимир Канівець — Рекс
- Олена Борозенець — Міа, Кора, Крекл
- Марія Сенько — Джейд, Кліо
- Анастасія Бащенко — Гільдеґард
- Антоніна Хижняк — Айві, Призма, Касандра
- Валентин Музиченко — Скай
- Вероніка Лук'яненко — Етерія, Зої, Люсінда
- Слава Красовська — Вега
- Ольга Радчук — Сфінкс, Вініфред, Мерівезер
- Катерина Манузіна — Рубі
- Павло Скороходько — Оріон

## Список серій
| Сезон | Сезон | Епізоди | Оригінальний показ | Оригінальний показ |
| Сезон | Сезон | Епізоди | Початок сезону     | Кінець сезону      |
| ----- | ----- | ------- | ------------------ | ------------------ |
|       | Пілот | Пілот   | 18 листопада 2012  | 18 листопада 2012  |
|       | 1     | 24      | 11 січня 2013      | 14 лютого 2014     |
|       | 2     | 29      | 28 лютого 2014     | 12 серпня 2015     |
|       | 3     | 28      | 5 серпня 2015      | 31 березня 2017    |
|       | 4     | 26      | 28 квітня 2017     | 8 вересня 2018     |